# RSI LA2
RSI LA2 (nota anche solo come LA2) è il secondo canale televisivo della RSI, la filiale in lingua italiana dell'azienda radiotelevisiva pubblica svizzera SRG SSR.
Prima del 24 luglio 2006 si riceveva anche in Nord Italia con un debole segnale dal canale 60 (783 MHz), poi sporadicamente sul canale 24 del digitale terrestre (498 MHz); fino al 28 febbraio 2009 assumeva il nome di TSI2.
Viene trasmessa via satellite in tutta Europa, via IPTV, nonché via cavo.
Trasmette principalmente sport, film e programmi musicali; non trasmette, però, alcun telegiornale che non sia sportivo (tranne che in casi eccezionali o come replica).
Questo canale trasmette il Telesguard della Radio Televisione Romancia.

## Programmi trasmessi
- L'Agenda
- Cuochi d'Artificio (replica quotidiana della puntata trasmessa il giorno prima su LA1)
- Telesguard
- Zerovero (replica quotidiana della puntata trasmessa il giorno prima su LA1)
- Via col venti (replica quotidiana della puntata trasmessa il giorno prima su LA1)
- DIADà
- Linea Rossa Diretta
- Cartoni animati attualmente in onda: Leonardo, I 7N e I piccoli racconti di Wismo

### Spettacoli
- Semifinale dell'Eurovision Song Contest (la finale è trasmessa da LA1)

### Sport
- La domenica sportiva
- SportnonStop

#### Dirette sportive
- Formula 1
- Giro d'Italia
- Campionato mondiale di calcio
- Campionato europeo di calcio
- Campionato del mondo di hockey su ghiaccio
- Motomondiale
- Partite del campionato di calcio svizzero
- Partite del campionato svizzero di hockey su ghiaccio
- Tennis:
  - Australian Open
  - Coppa Davis
  - Internazionali d'Italia
  - Roland Garros
  - Allianz Suisse Open Gstaad
  - Torneo di Wimbledon
  - US Open
- UEFA Champions League
- UEFA Europa League
- Calcio Serie A: una partita a settimana (dal 28 settembre 2018)
- Campionati del mondo di ciclismo su strada
- Ciclismo
- Campionati del mondo di atletica leggera
- Campionati mondiali di sci nordico
- Giochi olimpici estivi
- Giochi olimpici invernali
- Linea Rossa

## Loghi

1997-1999[senza fonte]
1999[senza fonte]
1999-2009
1º marzo 2009 - 28 febbraio 2012
In uso dal 29 febbraio 2012